# Iglesia de Santa María (Torre Nagó)
La iglesia de Santa María de Torre Negó (en catalán: Santa Maria de Torredenegó), es el templo parroquial del núcleo de Torre Negó, en el municipio de Llovera de la comarca catalana del Solsonés en la provincia de Lérida (España). Es un monumento protegido como Bien Cultural de Interés Local e inventariado dentro del Patrimonio Arquitectónico Catalán.

## Historia

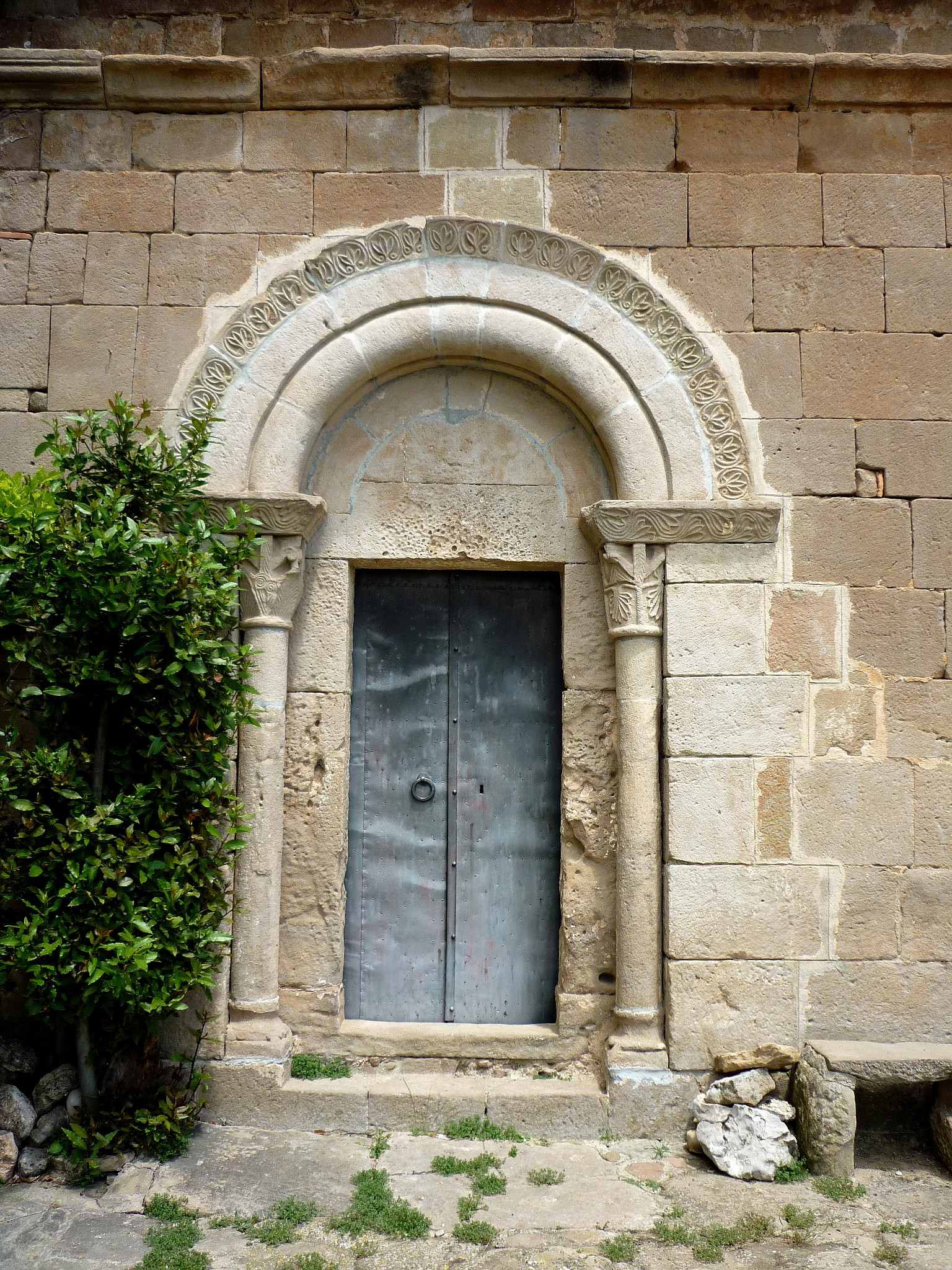
Puerta de entrada al templo

La primera noticia es del 1142. Es un documento que se la nombra como Sancte Marie de Turre de nego. Este topónimo hace referencia a una torre o masía fortificada, alrededor de la cual se extendía una zona que debía tener por señor un tal Enneg o Ennegó, personaje de la primera época de la conquista. En su término había ya en el siglo XI diversas propiedades feudales bajo el dominio de los condes de Urgel. En el siglo XI aparece como señor Amaltruda, de la familia vizcondal de Cardona. El 1158 poseían este sector Pere y Arnau de Freixenet, que hicieron donaciones de tierras a Santa María de Solsona. En los documentos, pues, de los siglos XI-XII, Torredenegó es entendido como un término más o menos extendido, con diferentes caseríos esparcidos. En 1313 adquirió la categoría de parroquia. En 1593, con la creación del Obispado de Solsona, aunque la mantenía, posteriormente la perdió. Según un dintel fechado en 1660, en la segunda mitad del siglo XVII la iglesia fue ampliada por el lado norte con un cuerpo que servía de sacristía. También se añadió un coro. Desde 1936 su portada se conserva en el Museo Diocesano y Comarcal de Solsona. En la iglesia en su lugar había una puerta nueva, que intentaba recordar el original. Finalmente la dirección del Museo, a instancias de la gente del pueblo, en 1988, restituyó en la portada del templo el complemento de columnas, capiteles y arcada que había habido.

## Descripción
Conserva aún la estructura románica del siglo XII. La planta es rectangular y de nave única. El interior de la nave presenta una bóveda de cañón y el ábside se abre con un arco preabsidal. El ábside es semicircular con el paramento formado por grandes sillares escuadrados y de buena talla menos en la base, donde son más grandes e irregulares. El ábside presenta una cornisa de piezas trapezoidales en bisel y dos aberturas: una en el centro, con arco de medio punto de piedra única y de un derrame; la otra rectangular en la esquina del sur. La portada se abre en el muro de mediodía. Tiene dos columnas a ambos lados con base lisa y capitel decorado con motivos vegetales. La arquivolta tiene un bordón que sigue las columnas, una franja ancha sin decoración y una banda ligeramente encorvada, decorada con palmetas sin interrupción. Algunos elementos originales se conservan en el Museo Diocesano y Comarcal de Solsona. En el frontis se alza un campanario de espadaña con dos aberturas, tiene adosada la casa parroquial.